# Davidson Black

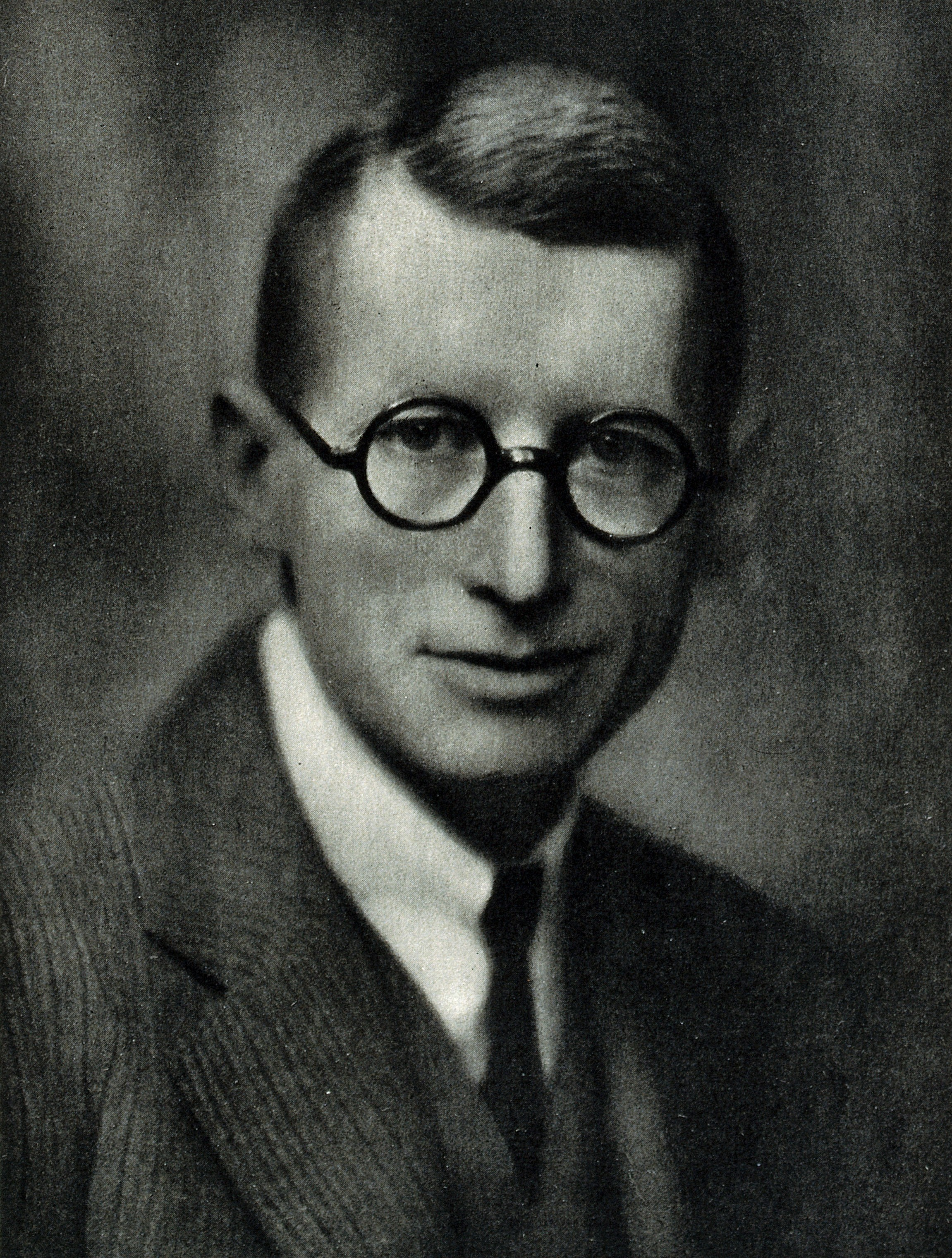
Davidson Black (1884–1934)

Davidson Black (* 25. Juli 1884 in Toronto, Kanada; † 15. März 1934 in Peking) war ein kanadischer Arzt im Fachgebiet Anatomie und ein Paläoanthropologe. Er wurde international bekannt, nachdem er die unter Leitung von Otto Zdansky 1926 in der Unteren Höhle von Zhoukoudian entdeckten und von diesem bereits der Gattung Homo zugeordneten fossilen Zähne 1927 als Überreste von Sinanthropus pekinensis („Peking-Mensch“) beschrieb.

## Leben und Werk
Davidson Black studierte von 1903 bis 1906 Medizin und von 1906 bis 1909 zusätzlich Vergleichende Anatomie bis zum Bachelor-Abschluss an der University of Toronto. Danach erhielt er eine Anstellung als Anatom an der Western Reserve University in Cleveland, Ohio, wo er durch den Kieferorthopäden Thomas Wingate
Todd (1885–1938), einem Schüler von Grafton Elliot Smith, ins Fachgebiet der Anthropologie eingeführt wurde. Hieraus ergab sich die Möglichkeit, im Jahr 1914 ein halbes Jahr lang in England im Institut von Grafton Elliot Smith zu arbeiten, wo er auch Arthur Keith sowie Arthur Smith Woodward kennen lernte und durch diese sein Interesse an der Stammesgeschichte des Menschen geweckt wurde.
Ab 1917 leistete Black Wehrdienst im Ersten Weltkrieg im Royal Canadian Army Medical Corps. Nach der Entlassung aus der Armee nahm er 1919 das Angebot an, in Peking am Union Medical College der Tsinghua-Universität zu arbeiten. Dort wurde er als Professor für Neuroanatomie und Embryologie beschäftigt, er interessierte sich aber weiterhin für die Stammesgeschichte des Menschen und suchte gemeinsam mit Johan Gunnar Andersson nach homininen Fossilien. Damals galt Asien (nicht Afrika) als die „Wiege der Menschheit“, weswegen Black die Lehrtätigkeit in China angestrebt hatte.
1921 begann die Geologische Behörde Chinas mit Ausgrabungen in der Unteren Höhle von Zhoukoudian. Als Black 1926 erfuhr, dass dort zwei Zähne entdeckt und der Gattung Homo zugeordnet worden waren, warb er in Absprache mit Wong Wenhao, dem Leiter der Geologischen Behörde, eine großzügige Zuwendung der Rockefeller-Stiftung ein und begann im März 1927 mit eigenen Ausgrabungen. Nachdem auch er einen Zahn entdeckt hatte, benannte er die Funde als Hinterlassenschaften von Sinanthropus pekinensis (wörtlich: „Chinamensch aus Peking“). Dank der finanziellen Unterstützung konnte sein Team in den beiden folgenden Jahren weitere Schädelfragmente und zwei Schädel sowie zahlreiche Steinwerkzeuge bergen. Bereits 1932 wies er auf die große Ähnlichkeit der Peking-Menschen und der auf Java entdeckten Fossilien (Pithecanthropus erectus) hin, die Jahrzehnte später tatsächlich unter dem Artnamen Homo erectus zusammengeführt wurden.
Davidson Black litt an einem angeborenen Herzfehler, der sich infolge seiner körperlich anstrengenden Beteiligung an den Ausgrabungen und deren Dokumentation verschlimmerte. Er starb 1934, im Alter von 49 Jahren, während einer nächtlichen Begutachtung von Fossilien. 1935 wurde Franz Weidenreich sein Nachfolger, der die Ausgrabungen bis 1937, dem Beginn der japanischen Invasion, fortführte.

## Ehrungen
- 1931 wurde Davidson Black mit der Daniel Giraud Elliot Medal der National Academy of Sciences ausgezeichnet.
- 1932 wurde er zum Mitglied (Fellow) der Royal Society gewählt.
- 1935 wurde eine ausgestorbene Art des Menschenaffens, der Gigantopithecus blacki, nach ihm benannt.
- 1974 erklärte ihn die kanadische Regierung, vertreten durch den für das Historic Sites and Monuments Board of Canada zuständigen Minister, zu einer „Person von nationaler historischer Bedeutung“.[3]

Gustav Heinrich Ralph von Koenigswald beschrieb die Trauer von Blacks Kollegen wegen seines frühen Todes wie folgt:

„Der 15. März war – in der Zeit vor dem Zweiten Weltkrieg – stets ein besonderer Tag für alle, die am Anatomischen Institut der Rockefeller-Stiftung in Peking arbeiteten. Dann fuhr man [...] mit Li, dem alten Zeichner, und Chu, dem kundigen Präparator, an der Spitze, in einigen wackligen Autos gemeinsam zum europäischen Friedhof an der westlichen Stadtmauer, um einige Blumen auf das einsame Grab des Mannes zu legen, dessen schöpferische Phantasie und Durchsetzungskraft, von Entdeckungen gekrönt, sein Institut in Peking zu einem wissenschaftlichen Zentrum erster Ordnung gemacht hatten, und der seine Liebe zu seiner Wissenschaft mit dem Leben bezahlte.“

## Schriften
- On a lower molar hominid tooth from the Chou Kou Tien deposit. In: Palaeontologia Sinica. Serie D, Band 7, Nr. 1, 1927, S. 1–29.
- Evidences of the use of fire by Sinanthropus. In: Bulletin of the Geological Society of China. [= Acta Geologica Sinica.] Band 11, Nr. 2, 1931, S. 107–108, doi:10.1111/j.1755-6724.1932.mp11002002.x.

## Belege
1. ↑   Gary J. Sawyer, Viktor Deak: Der lange Weg zum Menschen. Lebensbilder aus 7 Millionen Jahren Evolution. Spektrum Akademischer Verlag, Heidelberg, 2008, S. 128 f.
2. ↑  Eintrag Black, Davidson in: Bernard Wood (Hrsg.): Wiley-Blackwell Encyclopedia of Human Evolution. 2 Bände. Wiley-Blackwell, Chichester u. a. 2011, ISBN 978-1-4051-5510-6.
3. ↑  Black, Davidson - National Historic Person. In: Directory of Federal Heritage Designations. Parks Canada/Parcs Canada, abgerufen am 18. Mai 2022 (englisch).
4. ↑  Gustav Heinrich Ralph von Koenigswald: Begegnungen mit dem Vormenschen. Deutscher Taschenbuchverlag, dtv Band 269, München 1965, S. 38.

| Personendaten    | Personendaten                 |
| ---------------- | ----------------------------- |
| NAME             | Black, Davidson               |
| KURZBESCHREIBUNG | kanadischer Paläoanthropologe |
| GEBURTSDATUM     | 25. Juli 1884                 |
| GEBURTSORT       | Toronto                       |
| STERBEDATUM      | 15. März 1934                 |
| STERBEORT        | Peking                        |